# تشيكوا

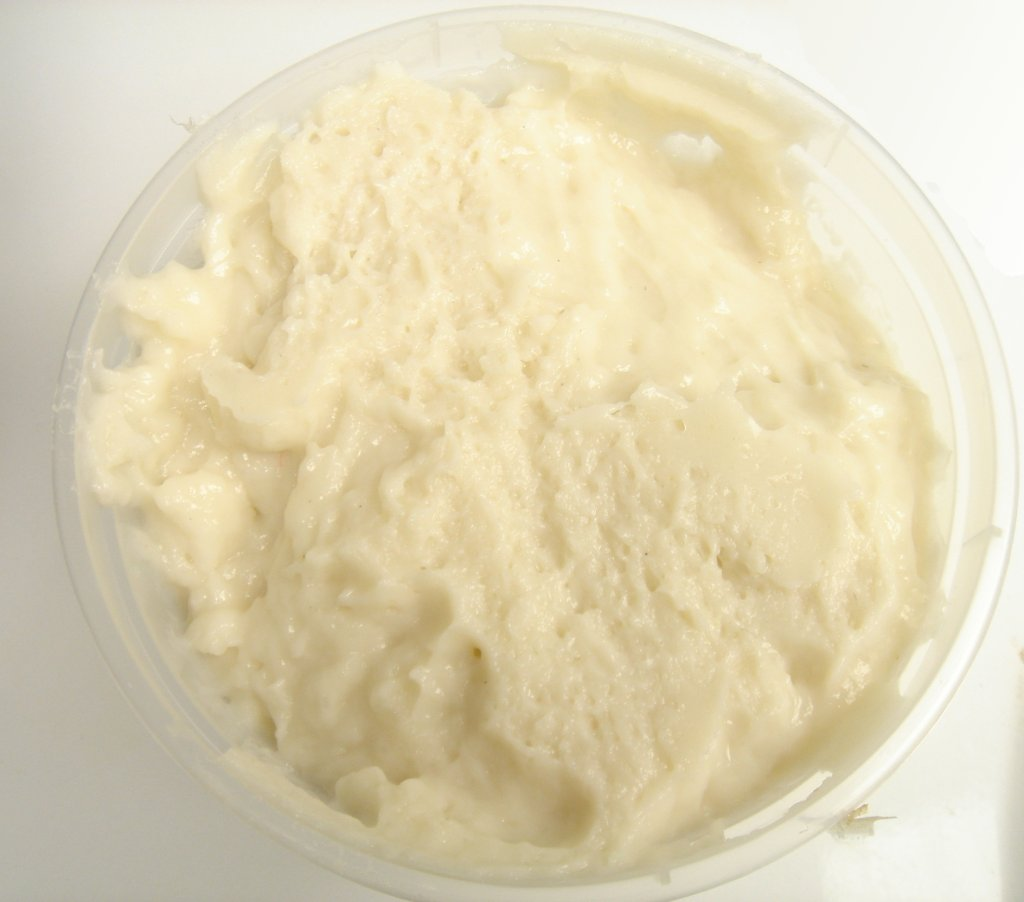
أسماك سوريمي غير المعالجة جاهزة للمعالجة النهائية

تشيكوا (باليابانية: 竹輪) هو منتج ياباني من كعكة السمك مصنوع من سمك سوريمي. بعد خلطها جيدًا، يتم لفها حول عصا من الخيزران أو المعدن ويتم طهيها على البخار أو شويها. كلمة شيكوا ("خاتم الخيزران") تأتي من الشكل الذي يتم تقطيعه إلى شرائح.
تحظى أنواع منتجات سوريمي مثل كامبوكو وساتسوما بشعبية كبيرة. في توتوري، كان الاستهلاك لكل أسرة هو الأعلى بين جميع المحافظات على مدار الثلاثين عامًا الماضية، منذ السنة الأولى التي تم فيها الاحتفاظ بهذه السجلات. نظرًا لأنها رخيصة الثمن ومصدر بروتين قليل الدهون نسبيًا، فإن التشيكوا تحظى بشعبية كوجبة خفيفة.
لا ينبغي الخلط بين تشيكوا وشيكوابو، وهو منتج غذائي مختلف تمامًا.

## المكونات

### السمك
السمك الأبيض المستخدم في صنع سوريمي (باليابانية: 擂り身) يشمل:
- ألاسكا بولوك ( Theragra chalcogramma )
- أنواع مختلفة من أسماك القرش ( Selachimorpha )
- أنواع مختلفة من الأسماك الطائرة ( Exocoetidae )
- إسقمري أوخوتسك أتكا ( Pleurogrammus azonus )
- عندق عصوي
- ذو الزعنفة الصغرية
- سمولموث باس ( Micropterus dolomieu )
- ارجموث باس ( Micropterus Salmoides )
- فلوريدا بلاك باس ( Micropterus floridanus )

## الاستخدام
يمكن تناول التشيكوا كما هو. غالبًا ما يستخدم أيضًا كعنصر في النيمونو مثل أودن، تشيكوزيني، تشيراشي زوشي، أودون، ياكيسوبا، ياساي إيتام (خضروات مقلية)، والكاري الياباني.

## الاختلافات
هناك العديد من الأصناف الإقليمية. في الجزء الشرقي من توتوري وجزء من ناغاساكي، يتم إنتاج التوفو تشيكوا الذي يضيف التوفو إلى السوريمي. في كثير من الأحيان، التوفو الجامد هو الاختيار المفضل.
في ياواتاهاما، إهيمي، يتم إنتاج كاوا-تشيكوا (حرفيًا جلد تشيكوا): يتم لف جلد السمك حول الأسياخ وشويها. هذا منتج ثانوي للتشيكوا العادي، لكن الملمس والطعم مختلفان.
في شيكوكوتشو، إهيمي، يوجد إيبي-تشيكوا، الذي يحتوي على معجون الروبيان في سوريمي.
في كوماتسوشيما، توكوشيما، يوجد تشيكوا (حرفيًا تشيكوا الخيزران)، والذي يبقى على الخيزران بعد شويه.
تقوم بعض مطاعم السوشي الأسترالية بحشو الجوف بالجبن (المعالج أو الناعم مثل جبن بري) وقليها في خليط التيمبورا.